# Актон-Вейл
А́ктон-Вейл (англ. Acton Vale) — индустриальный город на юге центральной части канадской провинции Квебек. Население города составляет 7978 человек (2008).
Основан в 1862 году.
Город имеет площадь 90,88 км².
Выпускается муниципальная  газета Пансе де Баго.

## Городской совет 2009-2013
- Эрик Шарбонно — мэр
- Ив Аркуэт — Советник/округ 1
- Сюзанна Леду — Советник/округ 2
- Люк Шампань — Советник/округ 3
- Марио Додлен — Советник/округ 4
- Брюно Лавалле — Советник/округ 5
- Патрис Дюмон — Советник/округ 6

## Вероисповедание
В Актон-Вейле существует ряд церквей 
- Римско-католическая церковь (священник Жозеф Лебр)
- баптистская евангелистская церковь (Жорж Корриво)
- англиканская церковь
- Зал Царства Свидетелей Иеговы

## Мэры
- Эрик Шарбонно (2009 —)
- Жюльет Дюпюи (2005—2009)
- Морис Кутю (2001—2005)
- Анатоль Бержерон (1993—2001)
- Гастон Жижер (1986—1993)
- Роже Лабрек (1974—1986)
- Анри Буавер (1966—1974)
- Ж. Эдмур Ганьон (1963—1966)
- Люсьен Дезотель (1962—1963)
- Роже Лабрек (1948—1962)
- Ж. У. Кантен (1942—1948)
- Ж. Антонио Леклерк (1940—1942)
- Д-р Филип Адам (1934—1940)
- Эрнест Буавер (1932—1933)
- Оре Фонтен (1928—1932)
- Эрнест Буавер (1926—1928)
- Оре Фонтен (1924—1926)
- Д-р Леон Готье (1922—1924)
- Ж. Э. Марсиль (1918—1922)
- Д-р Ф. А. Деньо (1916—1918)
- Шарль Вьен (1915—1916)
- Давид Леме (1914—1915)
- Д-р Ф. А. Деньо (1905—1914)
- Пьер Гертен (1902—1905)
- Жорж Деланд (1901—1902)
- Ж. Э. Марсиль (1900—1901)
- Милтон Макдональд (1897—1900)
- Огюст Дальпе (1896—1897)
- Альфред Сент-Амур (1895—1896)
- Пьер Гертен (1893—1895)
- Альфред Сент-Амур (1891—1893)
- Чарльз Роскони (1881—1891)
- Н. А. Дюбуа (1880—1881)
- Чарльз Роскони (1872—1880)
- Жереми Морье (1870—1872)
- Д. А. Кашинг (1868—1870)
- Чарльз Ф. Маккаллум (1866—1868)
- Жереми Морье (1864—1866)
- А. А. Дюбрюль (1863—1864)
- Д. А. Кашинг (1861—1863)